# 황싱
황싱(중국어 정체자: 黃興, 간체자: 黄兴, 병음: Huáng Xīng, 1874년 10월 24일 ~ 1916년 10월 31일)은 중국의 혁명 지도자이자 정치인으로 중화민국의 초대 총사령관이었다. 중국 국민당의 창당자들 중의 하나로서 그의 직위는 쑨원 만의 다음이었다. 함께 그들은 신해혁명이 일어난 동안 "쑨-황"으로 알려졌다. 그는 또한 전쟁이 일어난 동안 입은 상처 때문에 "8 손가락 장군"으로 알려졌다. 그의 묘비는 중화인민공화국 후난성 창사시에 있는 웨루산에 있다.
황싱은 현재 후난성 창사시의 일부인 가오퉁 마을에서 태어났다. 1949년 전에 태어난 많은 중국인 남성들처럼 황싱은 자신의 일생 동안 수많은 다른 이름들에 의하여 알려졌다. 그의 출생 이름은 "황젠"이었으나 이것이 후에 "황싱"으로 바뀐 것이었다. 그는 또한 "황커창"과 "칭우"로도 알려지기도 했다. 1911년 후의 시기에서 그는 또한 "리위칭"과 "장셔우정"이란 이름들을 쓰기도 했다.

## 어린 시절
황싱은 송나라의 화가, 학자, 관리이자 시인 황정견의 후손이었다. 1893년 황싱은 남창사 학당에서 자신의 공부를 시작하여 22세 밖에 안되었을 때 진사 학위를 받았다. 1898년 그는 우창 량후 대학에서 더욱 나가서 전공을 완료하는 데 선발되어 1901년에 졸업하였다. 1902년 황싱은 일본으로 유학을 가는 데 장지동에 의하여 선발되어 동경 홍원 대학교에 입학하였다.
일본에 있던 동안 황싱은 군사학을 위한 감사를 표하여 자신의 여가 시간에 일본의 장교 아래 현대 전쟁을 공부하였다. 일본에 살던 동안 황싱은 매일 아침 마술과 사격을 연습하였다. 일본에서 황싱의 군사 훈련은 중국의 혁명가로서 그의 이후의 역할을 위하여 그를 준비하였다.

## 무력을 들다
1903년 황싱은 일본에서 200명 이상의 동료 학생들로 구성된 반러의용대 (拒俄義勇隊)를 결성하였다. 일본에서 당국에 의하여 빠르게 폐쇄된 군대는 러시아의 자라나는 외몽골에 주도권과 의화단 운동 후에 중국 북동부에서 그 점령에 항의하기 위한 것이었다. 1903년 후순에 황싱은 귀국하여 진천화, 송교인과 20명 이상의 사람들과 회의를 조직하였다. 단체는 청나라를 무너뜨리는 데 헌신된 비밀 혁명 정당 "화흥회" (華興會)를 창립하였다. 황싱은 회장으로 선출되었다.
화흥회는 다른 혁명 정당들과 협력하였고, 1905년 서태후의 70세 생일을 축제벌인 동안 창사에서 무장 봉기를 예정하였다. 화흥회의 계획이 발견되었고, 황싱을 포함한 그 회원들은 일본으로 탈출하는 데 강요되었다. 일본에서 황싱은 쑨원을 만나 그가 청나라의 타도에 헌신된 또다른 혁명 정당 "중국 동맹회"를 창립하는 도움을 주었다. 황싱은 총무관의 직위를 보요하여 쑨원에 이어 중국 동맹회의 두번째로 가장 중요한 지도자가 되었다. 중국 동맹회의 창립에 이어 황싱은 혁명으로 자신의 시간과 동력을 바쳤다.

## 반란 시도
1907년 황싱은 비밀적으로 중국으로 돌아와 친저우 봉기, 팡청 봉기와 전난관 봉기를 포함한 다수의 반란들에 참가하기 위하여 프랑스령 인도차이나 하노이로 여행을 떠났다. 황싱이 활동적으로 참가한 전부의 반란들은 충분한 자원의 부족 때문에 실패하였다. 1909년 가을 황싱은 중국 동맹회의 남부 지부를 설립하고 광저우로부터 계획된 군사 봉기를 위하여 당을 준비하는 데 쑨원에 의하여 위임되었다. 황싱은 페낭의 영국 식민지 (현재의 말레이시아의 일부)에서 쑨원과 함께 회의를 사회하였다. 회의는 광저우에서 더욱 나가서 봉기들을 실현하는 데 인적과 재정적 자원을 집중하는 데 결정하였다.
1911년의 봄 황싱은 홍콩에서 광저우 봉기국을 설립하여 그 장관이 되었다. 4월 27일 황싱은 광저우에서 황화강 봉기를 발포하여 광둥성과 광시성의 총독을 생포하는 시도에 수백명의 사람들을 지도하였다. 황싱과 그의 신봉자들은 자신들을 탈출하는 목적에 벽을 넘은 총독을 생포하는 데 실패하였다. 작은 접전이 일어난 동안 황싱은 심각한 부상과 자신의 손에 총탄 흉터를 입어 자신의 2개의 손가락을 잃은 결과를 가져왔다. 황화강 봉기는 최후적으로 1911년의 말기에 청나라를 무너뜨리는 데 성공한 우창 봉기 전에 마지막 비성공적인 반란으로 밝혀졌다.
그해 10월 우창 봉기에 이어 황싱은 상하이에서 우창으로 떠나 위안스카이의 청나라 충신 군대에 대항하는 양샤 전투에서 혁명군을 지휘하였다.

## 위안스카이를 반대하며
1912년 1월 1일 난징 임시 정부가 설립되었고 황싱은 그 지도자들 중의 하나로 선발되었다. 그해 8월 황싱은 중국 국민당의 국장이 되었다. 3월 새롭게 형성된 중화민국의 임시 대총통 위안스카이가 당이 중국의 첫 선거를 이기고 새로운 정부 안에서 자신의 권력을 제한시키는 욕망의 표시를 보인 쑹자오런을 성공적으로 암살하였다.
1913년 위안스카이는 전체의 관공서들로부터 국민당원들을 내쫓고 베이징으로 정부를 옮겼다. 황싱은 난징에 머물어 위안스카이를 반대하는 목적에 남중국 군대를 재조직하는 시도를 하였다. 돈의 부족 때문에 황싱의 군대는 후에 반란을 일으키고 황은 난징을 버리고 상하이의 외국 양보 지역들로 후퇴해야 했다. 쑨원은 그해 11월 다시 일본으로 달아났다.
7월 쑨원은 위안스카이를 진압하는 데 무장 군대를 결성하여 계축의 역이 터졌다. 7월 14일 황싱은 상하이에서 난징으로 가 위안스카이로부터 독립을 선언하는 데 장쑤성의 군사 총독을 설득하였고 장쑤성에 있던 위안스카이의 군대를 진압하는 담당을 맡은 사령관이 되었다. 장쑤성에서 자신의 반란이 실패한 후, 그는 다시 일본으로 달아났다.

## 최종의 세월
황싱은 1914년 미국으로 망명하였고, 위안스카이는 1915년 자신을 황제로 선포하였다. 해외에 있던 동안 황싱은 위안스카이를 진압하는 데 윈난 국가 보호 군대를 키우는 목적으로 기금을 모았다. 1916년 6월 위안스카이의 사후 황싱은 중국으로 귀국하였다. 그해 10월 31일 황싱은 상하이에서 42세의 나이에 간경변으로 상하이에서 사망하였다. 1917년 4월 15일 그는 국장이 주어져 고향에 있는 웨루산에 안장되었다.

## 가족
랴오단루와 결혼하여 다음과 같은 5명의 자녀를 두었다. -
- 황이어우 (黄一欧) - 여태까지 중국 동맹회의 최연소 회원이자 중화민국에서 현저한 지도자

- 황이중 (黄一中) - 중화민국 철도부, 내무부의 고문

- 황전화 (黄振华) - 사법부의 일원

- 황이환 (黄一寰) - 맹인들을 향한 자신의 공헌으로 "중국 맹인의 아버지"로 알려짐

- 황테화 (黄德华, Cordelia Hsueh) - 2002년 사망까지 미국 동해안에서 살던 황싱의 막내딸

## 기념
- 창사에서 난정가는 1934년 황싱로로 이름이 다시 지어졌다. 상하이와 우한에도 황싱의 영예에 이름을 딴 도로들이 있다.

- 황싱이 태어난 읍은 그의 영예에 "황싱읍"으로 이름이 다시 지어졌다.

- 중산 공원에 비슷한 상하이에 있는 황싱 공원은 황싱의 이름을 땄다.

- 1932년 그의 초상화는 혁명의 순교자들을 기념하는 중화민국의 20 센트 우표 시리즈에 이용되었다.

- 후난성 창사시에 있는 그의 생가와 전 저택은 현재 그의 영예에 박물관이다.

### 대중 속의 황싱
황싱은 우창 봉기 100 주년을 맞은 2011년에 개봉된 영화 《신해혁명》에서 성룡에 의하여 역이 맡아졌다.